# Viljenka
Viljenka je  žensko osebno ime.

## Izvor imena
Ime Viljenka je različica ženskega osebnega imena Vilma.

## Pogostost imena
Po podatkih Statističnega urada Republike Slovenije je bilo na dan 31. decembra 2007 v Sloveniji število ženskih oseb z imenom Viljenka: 27.

## Osebni praznik
Osebe z imenom Viljenka lahko godujejo takrat kot Vilme.